# Coffman Cove
Coffman Cove é uma cidade localizada no estado americano de Alasca, no Prince of Wales-Outer Ketchikan Census Area.

## Demografia
Segundo o censo americano de 2000, a sua população era de 199 habitantes.
Em 2006, foi estimada uma população de 192, um decréscimo de 7 (-3.5%).

## Geografia
De acordo com o United States Census Bureau, a localidade tem uma área de 38,5 km², dos quais 26,9 km² cobertos por terra e 11,6 km² cobertos por água.

## Localidades na vizinhança
O diagrama seguinte representa as localidades num raio de 48 km ao redor de Coffman Cove.